# Список умерших в 1898 году
В этой статье представлен список известных людей, умерших в 1898 году.
См. также: Категория:Умершие в 1898 году

## Январь
- 4 января — Сергей Толстой (59) — генерал-лейтенант.
- 8 января — Александр Дюбюк (85) — российский пианист, композитор, музыкальный педагог.
- 14 января — Льюис Кэрролл (65) — английский писатель, математик, логик, философ, диакон и фотограф.
- 22 января — Григорий Залюбовский — русский писатель и общественный деятель.

## Март
- 12 марта — Фёдор Пироцкий (53) — русский инженер и изобретатель.
- 12 марта — Сакариас Топелиус (80) — выдающийся финский писатель и поэт.
- 18 марта — Андрей Попов (76) — русский флотоводец, кораблестроитель, полный адмирал.
- 20 марта — Николай Шильдер — русский художник-жанрист.
- 20 марта — Иван Шишкин (66) — русский художник-пейзажист, живописец, рисовальщик и гравёр-аквафортист.
- 25 марта — Леонид Сабанеев (53) — русский зоолог, натуралист.
- 26 марта — Пётр Капнист (67) — русский писатель, драматург.

## Апрель
- 23 апреля — Джордж Лойо (63) — английский историк, журналист и поэт.

## Май
- 19 мая — Уильям Гладстон (88) — английский государственный деятель и писатель, четырежды становившийся премьер-министром Великобритании.

## Июнь
- 3 июня — Николай Афанасьев (77) — русский скрипач и композитор.
- 3 июня — Владимир Бобринский (73) — русский государственный деятель.
- 18 июня — Альфред Харт Эверетт (49) — британский чиновник и администратор на Борнео, являвшийся также натуралистом и коллектором.
- 26 июня — Николай Ярошенко (51) — русский и украинский живописец и портретист.
- 29 июня — Леонид Софиано (77) — генерал от артиллерии, участник Крымской войны, Русско-турецкой войны.

## Июль
- 30 июля — Отто фон Бисмарк (83) — первый канцлер Германской империи, осуществивший план объединения Германии по малогерманскому пути и прозванный «железным канцлером».

## Август
- 3 августа — Марья Каменская (81) — русская писательница, дочь художника графа Фёдора Петровича Толстого.
- 4 августа — Сильвестр Сембратович (61) — украинский кардинал.
- 6 августа — Этель Педли (39) — англо-австралийская писательница и музыкант.

## Сентябрь
- 9 сентября — Андрей Лишин (97) — генерал-лейтенант русской армии, директор Строительного училища в Санкт-Петербурге.
- 15 сентября — Эдуард Юнге (66) — врач-окулист, профессор.
- 19 сентября — Джордж Грей (86) — военный и колониальный деятель Великобритании.
- 21 сентября — Стефан Малларме (56) — французский поэт.
- 24 сентября — Николай Новосельский — предприниматель и государственный деятель, действительный статский советник.

## Октябрь
- 20 октября — Аполлон Мевиус (77) — горный инженер.
- 20 октября — Генри Баркли (род. 1815), британский политик, покровитель наук, колониальный губернатор Британской Гвианы[англ.] (12 февраля 1849 — 11 мая 1853), Ямайки (1853—1856), штата Виктория (Австралия) (26 декабря 1856 — 10 сентября 1863), Британского Маврикия (21 августа 1863 — 3 июня 1870), Капской колонии[англ.] (31 декабря 1870 — 31 марта 1877).
- 27 октября — Николай Святополк-Мирский — военачальник Российской империи, генерал от кавалерии.

## Ноябрь
- 21 ноября — Давид Гримм (75) — выдающийся российский архитектор, один из создателей русского стиля, академик архитектуры.
- 23 ноября — Апостол Костанда — русский генерал, командующий войсками Московского военного округа, Московский градоначальник.

## Декабрь
- 4 декабря — Павел Третьяков (65) — российский предприниматель, меценат, собиратель произведений русского изобразительного искусства, основатель Третьяковской галереи.
- 17 декабря — Палладий (Раев) (71) — епископ Православной Российской Церкви.
- 27 декабря — Юлиан Захаревич — известный польский архитектор.